# Stinkeschen
Die Stinkeschen (Stink-Eschen [ˈʃtɪŋkˌʔɛʃn̩], Tetradium) sind eine Pflanzengattung aus der Familie der Rautengewächse (Rutaceae). Ihre etwa neun Arten besitzen ihr Hauptverbreitungsgebiet im tropischen Asien.

## Beschreibung

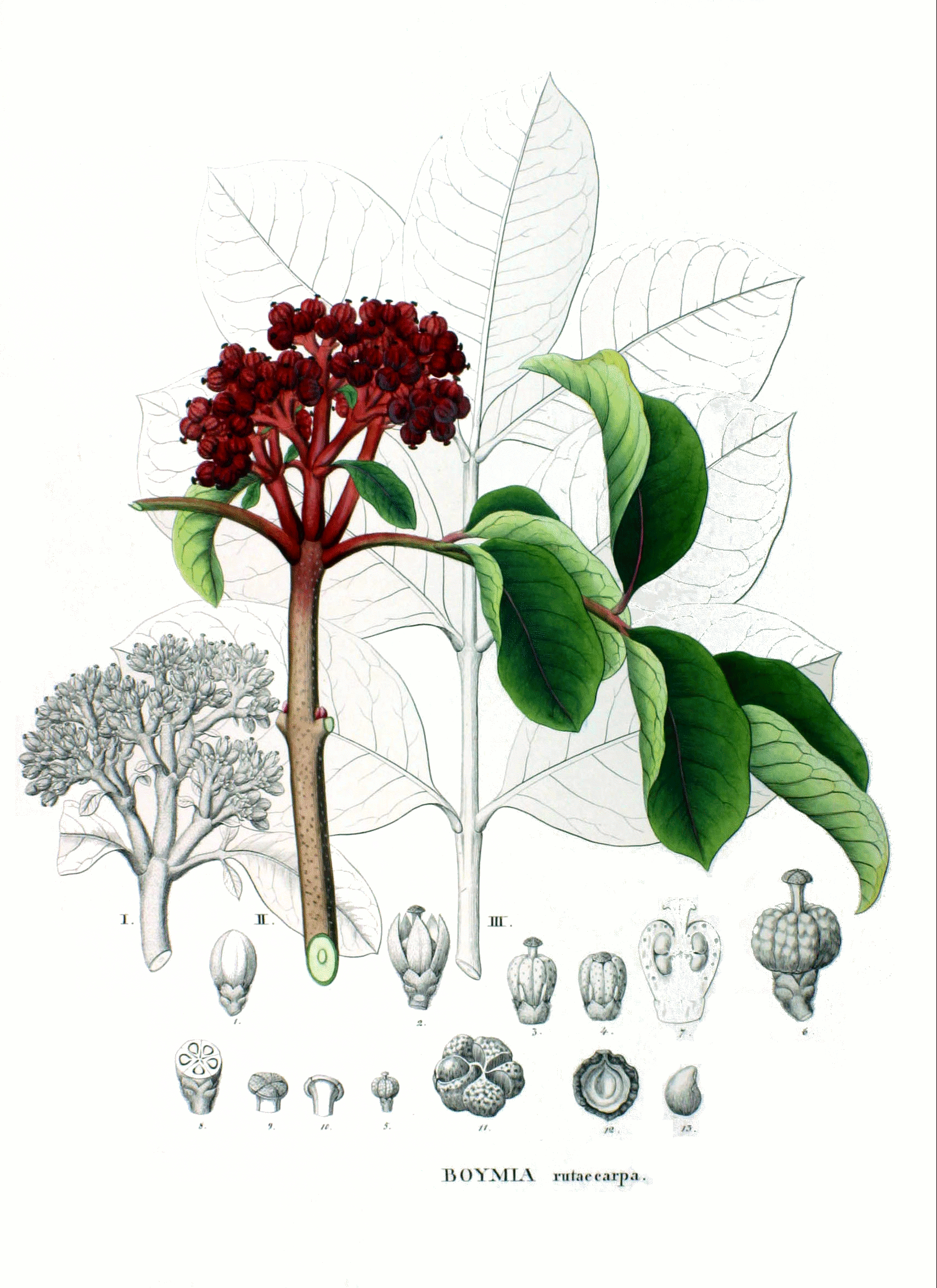
Illustration von Tetradium ruticarpum

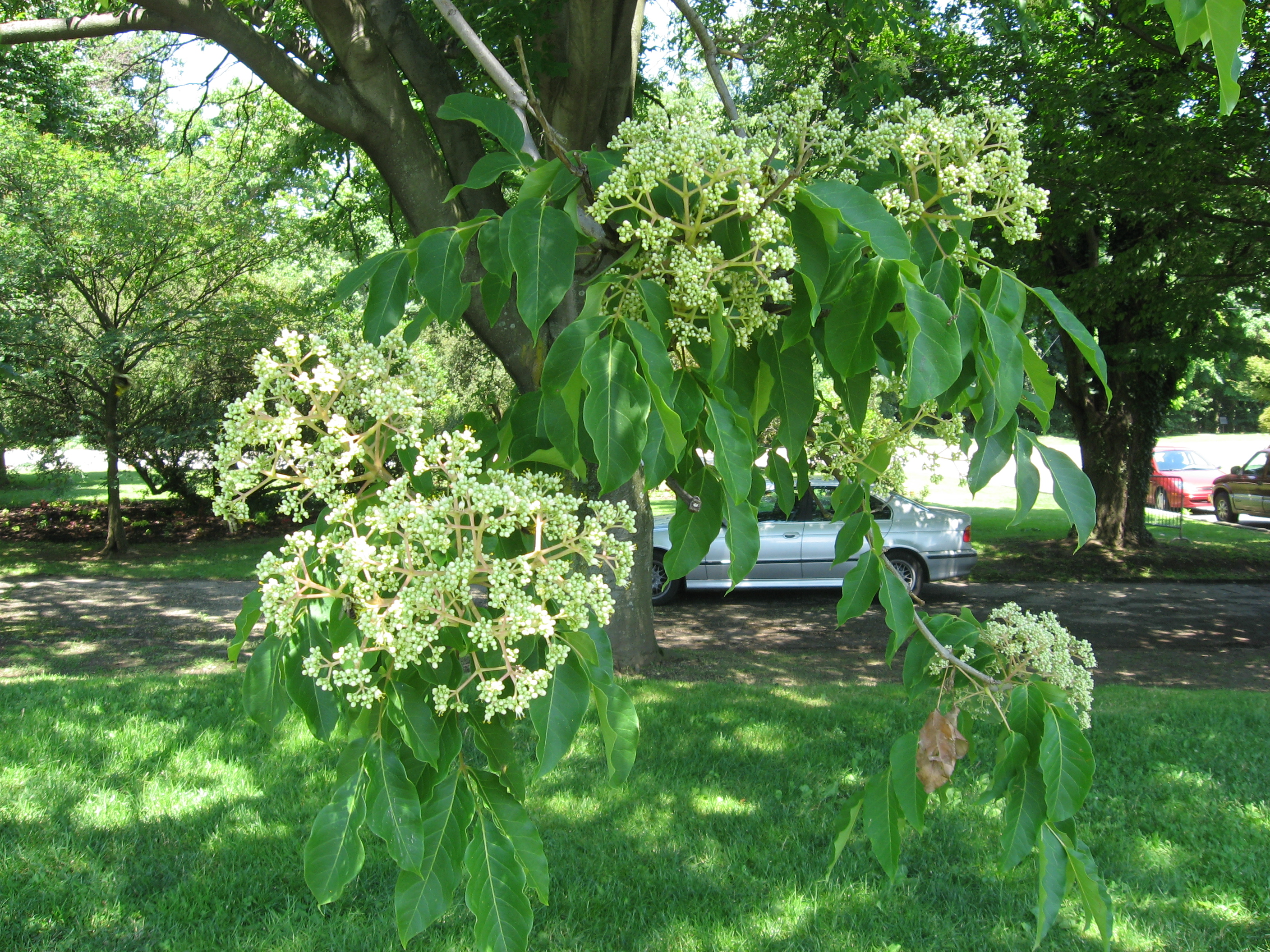
Samthaarige Stinkesche (Tetradium daniellii)

### Erscheinungsbild und Blätter
Bei den Stinkeschen handelt es sich um immergrüne oder laubwerfende Bäume oder Sträucher. Die Seitenknospen stehen exponiert. Die gegenständig an den Zweigen angeordneten Laubblätter sind unpaarig gefiedert. Die seitlichen Fiederblättchen sind oft mehr oder weniger ungleichseitig, besonders die untersten.

### Blütenstände und Blüten
Tetradium-Arten sind meist zweihäusig getrenntgeschlechtig (diözisch) oder einhäusig monözisch sowie manchmal auch männlich. Die end- und seitenständig angeordneten Blütenstände sind rispig. 
Die meist funktionell eingeschlechtigen Blüten sind radiärsymmetrisch, vier- oder fünfzählig mit doppelter Blütenhülle. Die vier oder fünf Kelchblätter sind nur an ihrer Basis verwachsen. Die vier oder fünf Kronblätter sind frei. Die männlichen Blüten enthalten nur einen Kreis mit vier oder fünf Staubblättern, dabei sind die Staubfäden bis zu eineinhalbmal so lang wie Kronblätter. Die männlichen Blüten enthalten auch einen konischen bis zylindrischen, selten fassförmigen Diskus und ein rudimentäres Gynoeceum aus vier oder fünf an ihrer Basis verwachsenen, fingerähnlichen Fruchtblättern. Die weiblichen Blüten enthalten vier oder fünf freie oder nur an ihrer Basis etwas verwachsene Fruchtblätter, die jeweils ein oder zwei Samenanlagen enthalten, sowie vier oder fünf mehr oder weniger aneinanderliegende Griffel, die jeweils in einer schildförmigen Narbe enden. Die weiblichen Blüten enthalten auch einen polster- bis fassförmigen Diskus und vier oder fünf, selten keine, rudimentäre Staubblätter, die zungenförmig und viel kürzer als die Kronblätter sind.

### Früchte und Samen
Die Frucht besteht aus ein bis fünf nur an ihrer Basis verwachsenen, ein- bis zweisamigen Balgfrüchten. Das Perikarp (Exokarp und Mesokarp) ist trocken bis mehr oder weniger fleischig und das Endokarp ist knorpelig. Die Samen verbleiben auch bei Reife an der sich öffnenden Frucht. Die Samen enthalten reichlich Endosperm und einen geraden Embryo mit zwei breit-elliptischen mehr oder weniger abgeflachten Keimblättern (Kotyledonen).

## Verbreitung
Tetradium ist im östlichen, südlichen und südöstlichen Asien beheimatet. Von den etwa neun Tetradium-Arten kommen sieben in China vor, eine davon (Tetradium calcicola) kommt nur dort vor. Das Gesamtverbreitungsgebiet reicht vom Himalaya bis Indochina sowie Sumatra und Java.

## Systematik
Die Gattung Tetradium wurde 1790 durch João de Loureiro mit der Typusart Tetradium trichotomum Lour. in Flora Cochinchinensis, 1, S. 91 aufgestellt. Einige Arten der Gattung Euodia, die heute nur noch sieben Arten enthält, sind zu Tetradium gestellt worden. Synonyme für Gattung Tetradium Lour sind Boymia A.Juss., Euodia J.R.Forster & G.Forster sect. Tetradium (Lour.) Engler, Euodia sect. Evodioceras Dode, Euodia sect. Oxyactis (Bennett) Rehder & E.H.Wilson, Euodia sect. Subtrigonospermum C.C.Huang, Megabotrya Hance ex Walpers, Philagonia Blume, Zanthoxylum subgen. Oxyactis Bennett. Die Gattung Tetradium gehört zur Unterfamilie Toddalioideae in der Familie der Rutaceae.

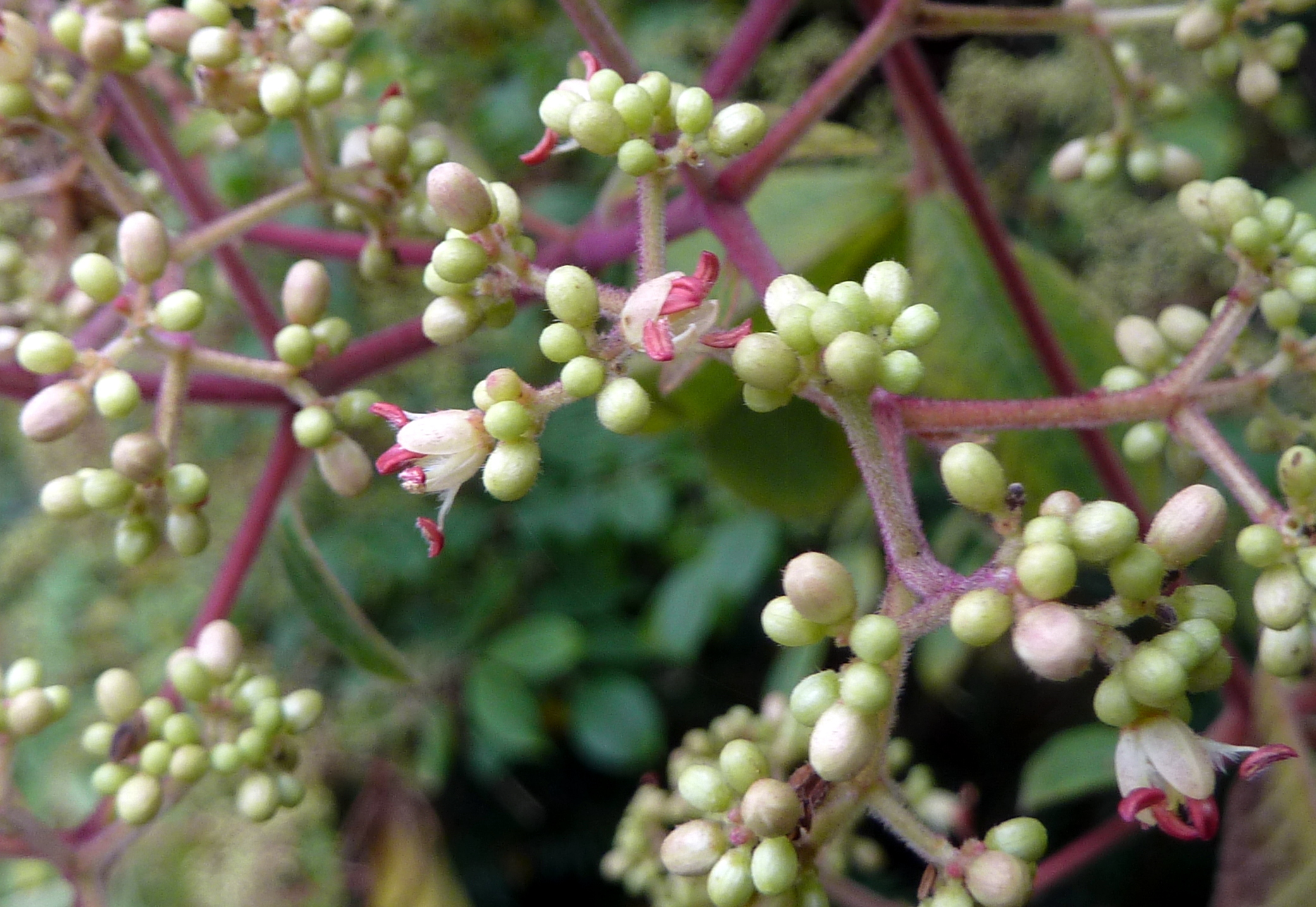
Tetradium glabrifolium

### Arten
Es gibt (fünf bis zehn) etwa neun Tetradium-Arten:
- Tetradium austrosinense (Handel-Mazzetti) T.G.Hartley (Syn.: Euodia austrosinensis Handel-Mazzetti): Sie kommt in China und im nördlichen Vietnam vor.[4]
- Tetradium calcicola (Chun ex C.C.Huang) T.G.Hartley (Syn.: Euodia calcicola Chun ex C.C.Huang); Endemit von China[4]
- Samthaarige Stinkesche (Tetradium daniellii (Benn.) T.G.Hartley), auch Bienenbaum oder Honigesche genannt. Sie kommt in China und in Korea vor.[3]
- Tetradium fraxinifolium (Hook.) T.G.Hartley (Syn.: Tetradium cymosum Wall. ex Royle[5]): Sie kommt in Indien, Bhutan, Nepal, Myanmar, Thailand, Vietnam, Yunnan und Xizang vor.[3]
- Tetradium glabrifolium (Champ. ex Benth.) T.Hartley (Syn.: Boymia glabrifolia Champion ex Bentham, Ampacus meliifolia (Hance ex Walpers) Kuntze, Euodia ailantifolia Pierre, Euodia balansae Dode, Euodia fargesii Dode, Euodia glauca Miquel, Euodia meliifolia (Hance ex Walpers) Bentham, Euodia taiwanensis T.Yamazaki, Euodia yunnanensis C.C.Huang, Eurycoma dubia Elmer, Megabotrya meliifolia Hance ex Walpers, Phellodendron burkillii Steenis, Tetradium glabrifolium var. glaucum (Miquel) T.Yamazaki, Tetradium taiwanense (T.Yamazaki) T.Yamazaki): Sie kommt in Indien, Bhutan, Malaysia, Indonesien, auf den Philippinen, in Thailand, Kambodscha, Laos, Vietnam, Myanmar, China, Hongkong, Taiwamn und Japan vor.[3]
- Tetradium ruticarpum (A.Juss.) T.Hartley (Syn.: Boymia ruticarpa A.Juss., Ampacus ruticarpa (A.Juss.) Kuntze, Euodia baberi Rehder & E.H.Wilson, Euodia bodinieri Dode, Euodia compacta Handel-Mazzetti, Euodia compacta var. meionocarpa Handel-Mazzetti, Euodia hirsutifolia Hayata, Euodia officinalis Dode, Euodia rugosa Rehder & E.H.Wilson, Euodia ruticarpa (A.Juss.) Bentham, Euodia ruticarpa var. bodinieri (Dode) C.C.Huang, Euodia ruticarpa var. officinalis (Dode) C.C.Huang): Sie kommt in Indien, Bhutan, Nepal, Myanmar, China und Taiwan vor und ist in Japan ein Neophyt.[3]
- Tetradium sambucinum (Blume) T.G.Hartley (Syn.: Philagonia sambucina Blume): Sie kommt auf der Malaiischen Halbinsel vor.[5]
- Tetradium trichotomum Lour. (Syn.: Ampacus trichotoma (Lour.) Kuntze, Brucea trichotoma (Lour.) Sprengel, Euodia colorata Dunn, Euodia hainanensis Merrill, Euodia lenticellata C.C.Huang, Euodia trichotoma (Lour.) Elmer, Euodia trichotoma var. pubescens C.C.Huang, Euodia viridans Drake): Sie kommt in Thailand, Laos, im nördlichen Vietnam und in China vor.[4]

## Nutzung
Die Samthaarige Stinkesche (Tetradium daniellii), auch als Bienenbaum oder Honigesche bekannt, ist in den gemäßigten Breiten winterhart und wird als Zierpflanze in Parks verwendet; diese Art gilt als Bienenweide.
Die Früchte von Tetradium fraxinifolium werden gegart zu Chutney verarbeitet. Aus den Früchten von Tetradium daniellii wird ein Öl gewonnen, das als Speise- und Haaröl verwendet wird.
Die medizinischen Wirkungen von Tetradium fraxinifolium und Tetradium ruticarpum wurden untersucht.